# 1535 en musique classique
| \| • Retour à la chronologie générale de la musique classique • \| |
| Grèce • Rome • Haut Moyen Âge • VIIIe siècle • IXe siècle • Xe siècle • XIe siècle XIIe siècle • XIIIe siècle • XIVe siècle • XVe siècle • XVIe siècle • XVIIe siècle XVIIIe siècle • XIXe siècle • XXe siècle • XXIe siècle |
| • Retour à la chronologie générale de la musique classique • |

| Années en musique classique : 1532 - 1533 - 1534 - 1535 - 1536 - 1537 - 1538    |
| Décennies en musique classique : 1500 - 1510 - 1520 - 1530 - 1540 - 1550 - 1560 |

## Œuvres
- Gassenhawerlin und Reutterliedlin, publié par Christian Egenolff à Francfort-sur-le-Main.

## Naissances
- Robert Parsons, compositeur anglais († 1572).
- Pietro Vinci, compositeur et madrigaliste italien († 1584).
- Jacques de Wert, compositeur franco-flamand († 6 mai 1596).

Vers 1535 :
- Innocentio Alberti, compositeur, instrumentiste italien († 15 juin 1615).
- Balthazar de Beaujoyeulx, violoniste et chorégraphe français d'origine italienne († vers 1587).
- Marc'Antonio Ingegneri, compositeur italien († 1er juillet 1592).
- Giorgio Mainerio, chanteur et compositeur italien († 3 ou 4 mai 1582).

## Décès
- Jan de Gheet, imprimeur anversois.
- Bartolomeo Tromboncino, compositeur italien (° 1470).